# Syma
A Syma a madarak osztályának szalakótaalakúak (Coraciiformes) rendjébe, ezen belül a  jégmadárfélék (Alcedinidae) családjába tartozó nem. Tudományos nevét a görög mitológiából egy tengeri nimfáról kapta.

## Rendszerezésük
A nemet René Primevère Lesson francia ornitológus írta le 1827-ben, az alábbi 2 faj tartozik ide:
- sárgacsőrű halción (Syma torotoro)
- hegyvidéki halción (Syma megarhyncha)

## Előfordulásuk
Új-Guinea szigetén és Ausztrália északnyugati részén honosak. Természetes élőhelyeik a szubtrópusi vagy trópusi esőerdők, mangroveerdők és cserjések. Állandó, nem vonuló fajok.

## Megjelenésük
Testhosszuk 20-24 centiméter körüli.

## Életmódja
Főleg ízeltlábúakkal táplálkoznak.